# (33579) 1999 JC35
1999 JC35 (asteroide 33579) é um asteroide da cintura principal. Possui uma excentricidade de 0.13647600 e uma inclinação de 10.64039º.
Este asteroide foi descoberto no dia 10 de maio de 1999 por LINEAR em Socorro.